# Cloonee and Inchiquin Loughs, Uragh Wood SAC
Cloonee and Inchiquin Loughs, Uragh Wood SAC este o arie protejată (arie specială de conservare — SAC, sit de importanță comunitară — SCI) din Irlanda întinsă pe o suprafață de 1.150,82 ha, integral pe uscat.

## Localizare
Centrul sitului Cloonee and Inchiquin Loughs, Uragh Wood SAC este situat la coordonatele 51°48′14″N 9°41′48″W / 51.8039°N 9.6966°V.

## Înființare
Situl Cloonee and Inchiquin Loughs, Uragh Wood SAC a fost declarat sit de importanță comunitară în august 1997 pentru a proteja 1 specie de plante și 3 specii de animale. Situl a fost protejat și ca arie specială de conservare în noiembrie 2022.

## Biodiversitate
Situată în ecoregiunea atlantică, aria protejată conține 5 habitate naturale: Ape oligotrofe din câmpii nisipoase, cu un conținut foarte redus de minerale (Littorelletalia uniflorae), Pajiști umede nord-atlantice cu Erica tetralix, Pajiști uscate europene, Pante stâncoase silicioase cu vegetație casmofită, Păduri de stejar sesil bătrân cu Ilex și Blechnum în Insulele Britanice.
La baza desemnării sitului se află mai multe specii protejate:
- plante (1): Najas flexilis
- păsări (1): șoim călător (Falco peregrinus)
- mamifere (1): liliacul mic cu potcoavă (Rhinolophus hipposideros)
- nevertebrate (1): Geomalacus maculosus

Pe lângă speciile protejate, pe teritoriul sitului au mai fost identificate 3 specii de plante, 1 specie de nevertebrate, 1 specie de pești.